# Henri Ramière

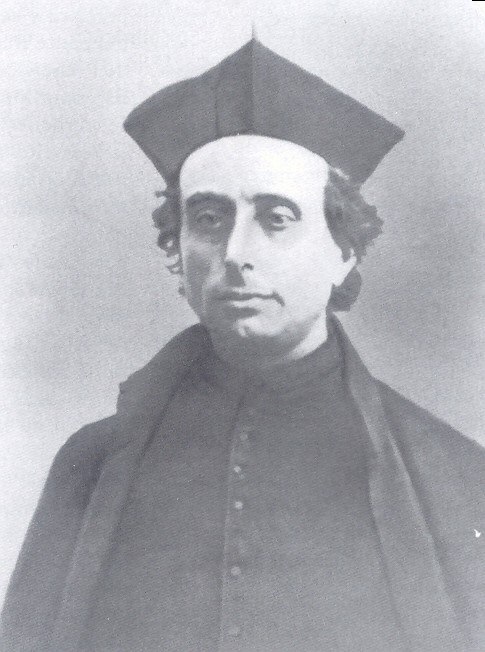
Henri Ramière

Henri Ramière (vollständiger Name: Henri Marie Félix Ramière) (* 10. Juli 1821 in Castres, Frankreich; † 3. Januar 1884 in Toulouse) war ein französischer Jesuit und Publizist.

## Leben und Wirkung
Henri Ramière trat am 15. Juli 1839 in den Jesuitenorden ein. Er wurde Professor für Theologie und Philosophie in der Studienanstalt der Jesuiten in Vals-près-le-Puy bei Le Puy-en-Velay, wo er die Idee eines Gebetsapostolates rund um die Herz-Jesu-Verehrung kennenlernte. Ab 1861 widmete er sich ganz dieser Form des Apostolates und gründete hierfür in Toulouse die Monatszeitschrift Messager du Cœur de Jésus - Bulletin mensuel de L´Apostolat de la Prière (deutsch: „Sendbote des Herzens Jesu - Monatliches Mitteilungsblatt des Gebetsapostolates“), für die er bis 1884 schrieb. Diese Zeitschrift erfuhr weite Verbreitung und erschien bei Ausbruch des Ersten Weltkrieges in 42 Ländern und in 26 Sprachen. Beim Ersten Vatikanischen Konzil war er theologischer Berater des Bischofs von Beauvais und setzte sich für das Dogma der Unfehlbarkeit ein sowie für eine Weihe der Welt an das Heiligste Herz Jesu, doch die vorzeitige Auflösung des Konzils machte diesen Plan unmöglich. Von 1870 bis 1873 war er Schriftleiter der Jesuitenzeitschrift Études, doch blieb seine wichtigste Beschäftigung die Arbeit beim Messager du Coeur de Jésus. Im April 1875 legte P. Ramière Papst Pius IX. eine Petition vor, die darum bat, Rom und die ganze Welt dem Heiligsten Herzen Jesu zu weihen. Diese Petition wurde von 525 Bischöfen unterschrieben. Auch diese Petition blieb erfolglos.
Der Abdruck eines Textes von Henri Ramière unter dem Titel Die christliche Presse in der  ultramontanen Coblenzer Volkszeitung im Januar 1872 durch den Redakteur  Helle führte zu einem der ersten Presse-Prozesse im sich entwickelnden  Kirchen-/Kultur-Kampf.

## Werke
- L´Apostolat de la prière
- Les espérances de l´Eglise
- La Question Sociale et le Sacré Cœur
- Le règne social et la divinisation du chrétien
- Le Royaume de Jésus Christ dans l´Histoire (eine bearbeitete Niederschrift seiner Vorlesungen über die Theologie der Geschichte in Vals)

Außer diesen Büchern veröffentlichte er eine große Anzahl von Artikeln im Messager du Cœur de Jésus, die in gesammelten Ausgaben vom Gebetsapostolat herausgegeben wurden.